# María Espada
María Espada (ur. 1969 w Méridzie) – hiszpańska sopranistka, specjalizująca się w wykonaniach zarówno muzyki barokowej, jak i współczesnej.
Studiowała w rodzinnej Méridzie oraz w Real Conservatorio Superior de Música w Madrycie. Kształciła się pod kierunkiem m.in. Charlesa Bretta, Thomasa Quasthoffa, Heleny Lazarskiej, Hilde Zadek, Julii Hamari, Montserrat Caballé czy Manuela Cida.
Koncertowała z takimi artystami jak: Frans Brüggen, Andrea Marcon, Diego Fasolis, Martin Gester, Christophe Coin, Fabio Bonizzoni, Eduardo López Banzo, Jesús López Cobos, Juanjo Mena, Alberto Zedda, Antoni Ros Marbà, Josep Pons, oraz zespołami: Venice Baroque Orchestra, Orchestra of the 18th Century, L’Orfeo Baroque Orchestra, Ricercar Consort, Al Ayre Español, La Risonanza i in.
4 kwietnia 2010 wystąpiła w Filharmonii Krakowskiej w roli Angelo w oratorium Georga Friedricha Händla La Resurrezione (w towarzystwie Il Giardino Armonico pod dyrekcją Giovanniego Antoniniego). Koncert odbył się w ramach festiwalu Misteria Paschalia.